# Langues au Sénégal

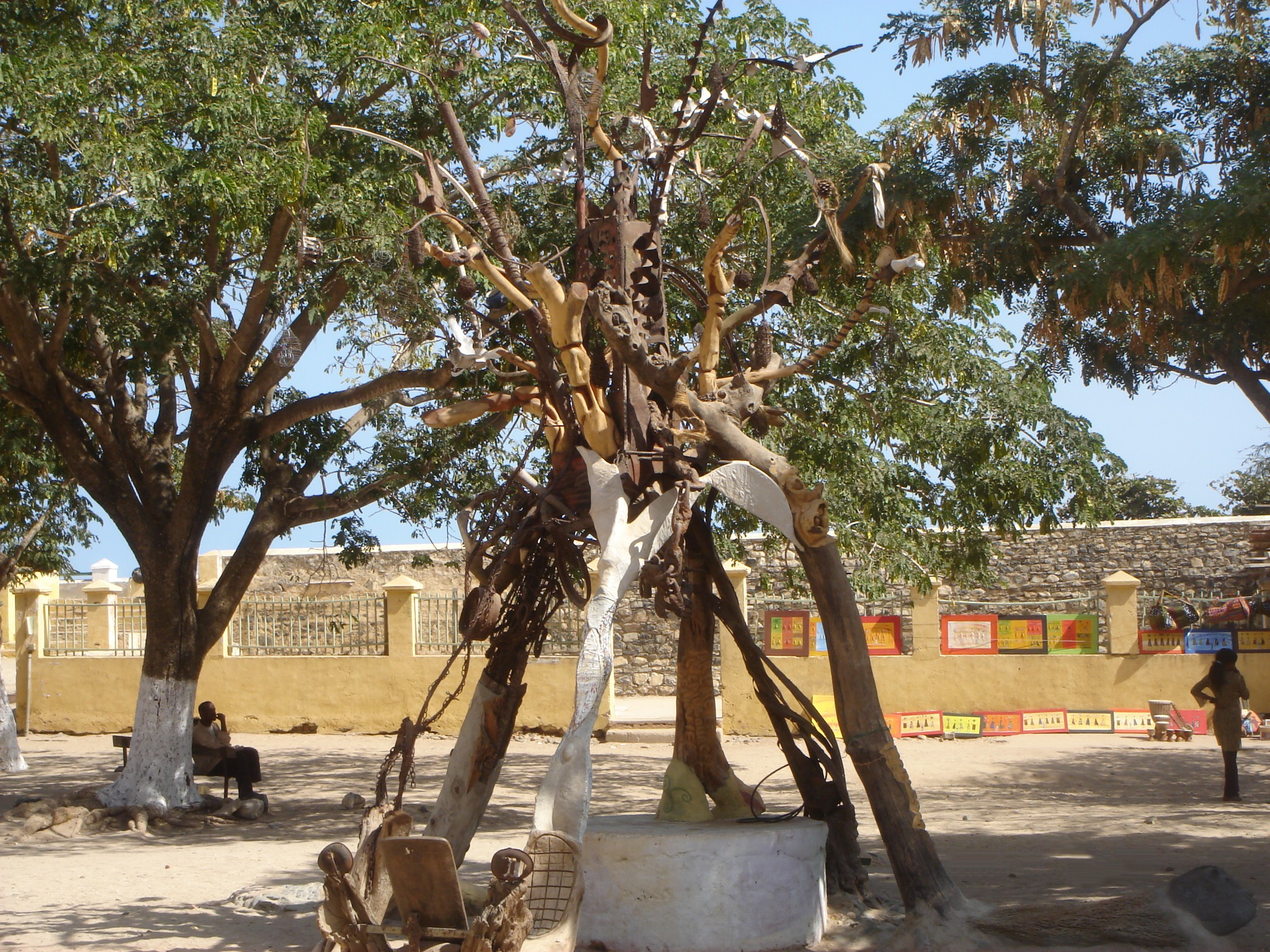
L'Arbre à logorrhée, installation collective sur le thème de l'arbre à palabres (Gorée).

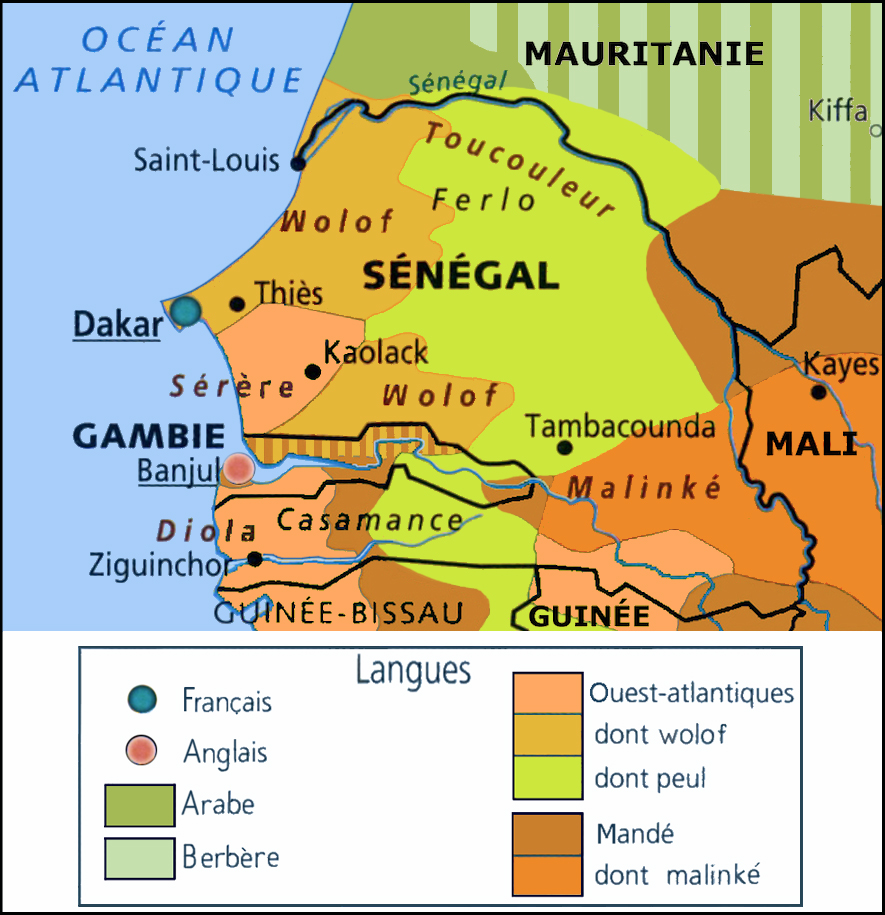
Familles linguistiques du Sénégal, d'après G. G. Beslier, Le Sénégal (1935).

La langue officielle de la république du Sénégal est le français,, utilisé par l'administration, l'enseignement, les médias et le monde des affaires. En 2013, cinq millions de Sénégalais sont francophones, soit 37 % de la population du pays, ce qui en fait la 2e langue la plus connue au Sénégal après l'autre lingua franca : le wolof. Bien que le wolof soit de loin la langue la plus parlée par la population, on constate une augmentation de 15 % des locuteurs francophones entre 2010 et 2014. Le wolof reste néanmoins la langue la plus comprise dans le pays (85 %), y compris par d'autres ethnies, mais essentiellement en milieu urbain (elle n'est pas uniformément répartie sur le territoire national). « Ce cas de diglossie du Sénégal est d’ailleurs très spécifique avec une langue nationale fortement présente dans la capitale mais pas sur tout le territoire national. Ce contexte de diglossie est également spécifique à certains pays d’Afrique et produit des environnements linguistiques qui offrent une place différente à la langue française que ce que nous observons par exemple à Yaoundé au Cameroun ou à Abidjan en Côte d'Ivoire. » (Richard Marcoux, 2012).
Selon les régions, voire les villages, les populations s'expriment aussi dans près de 40 autres langues. Sur l'ensemble des vingt-et-une langues nationales codifiées, seuls le wolof, le peul, le sérère et le mandinka sont parlés par plus d’un million de locuteurs.
L'arabe est aussi présent dans le pays, car 94 % des Sénégalais sont musulmans ; il est souvent utilisé par les dignitaires religieux. La plupart des sénégalais qui ont fait des études de théologie islamique, parlant cette langue.

## Histoire

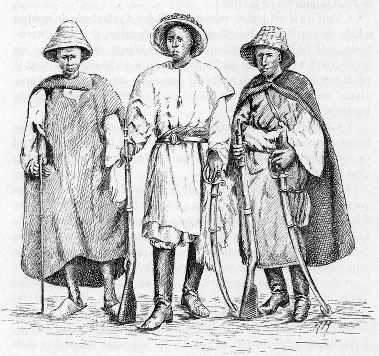
Interprètes indigènes attachés aux commandements des colonnes du haut Sénégal (gravure de 1890)

## Familles linguistiques
Presque toutes les langues parlées au Sénégal appartiennent à la grande famille des langues nigéro-congolaises. La plupart se rattachent à la branche des langues atlantiques – c'est le cas du wolof, du peul, du sérère et du diola, mais aussi des langues cangin comme le saafi. D'autres font partie des langues mandées, comme le soninké, le mandingue et le bambara.
Parmi les exceptions figurent une langue indo-européenne, le français, une langue créole, le créole de Guinée-Bissau, ainsi qu'une langue afro-asiatique, l'arabe hassaniyya.

## Politique linguistique du Sénégal
Richard Marcoux dit en 2012 que le gouvernement sénégalais, tout comme l'Organisation internationale de la francophonie (OIF), « appuient les initiatives permettant de maintenir les langues nationales en Afrique et cela passe assurément par l’alphabétisation de ces populations dans leur langue maternelle. Toutefois, dans des pays où une multitude de langues nationales sont parlées, comme au Cameroun, au Bénin, en Côte d’Ivoire et dans une moindre mesure au Burkina, au Mali et au Sénégal, il est extrêmement difficile de supporter un système d’éducation public qui permettrait d’enseigner chacune de ces langues au primaire, au secondaire et même à l’université (confection du matériel pédagogique, formation des enseignants, etc.). Par ailleurs, certains pays qui comptent une langue nationale parlée par la presque totalité de la population proposent déjà des programmes de formation dans lesquels cette langue occupe une place centrale. C’est le cas du Rwanda, du Burundi et de Madagascar ou encore de la Tanzanie. Qui plus est, la situation linguistique dans ces pays permet que de nombreux médias écrits en langue nationale occupent l’espace public : c’est le cas notamment du kinyarwanda qui est la langue nationale du Rwanda. Bref, les contextes linguistiques de cet espace francophone sont fort variés et c’est assurément ce qui en fait sa richesse.
Il demeure toutefois que pour la vaste majorité des pays d’Afrique subsaharienne de la Francophonie, compte tenu des mosaïques linguistiques qui les caractérisent, c’est la langue française qui a été adoptée – ou qui s’est imposée – dans l’enseignement formel et dans une bonne partie de l’espace médiatique, notamment dans les médias écrits. Ceci étant, après 50 ans d’indépendance, les populations de plusieurs pays africains s’approprient cette langue française et on ne peut que s’en réjouir. Si en 1960, moins de 2 % des francophones (défini par la capacité à lire et écrire en français) se trouvaient sur le continent africain, actuellement c’est environ 50 % et en 2050, si la tendance se maintient, ce sera 85 %. » (Richard Marcoux, 2012).
La prise en compte des langues vernaculaires est un problème récurrent dans le monde actuel. Le Sénégal a affirmé cette priorité dès l'Article premier de sa Constitution du 7 janvier 2001 : « La langue officielle de la République du Sénégal est le Français. Les langues nationales sont le diola, le malinké, le pular, le sérère, le soninké, le wolof et toute autre langue nationale qui sera codifiée ».
Un ministère, celui de l'Enseignement technique, de la Formation professionnelle, de l'Alphabétisation et des Langues nationales (METFPALN) en est chargé, de même que d'autres organismes tels que la Direction de la promotion des langues nationales (DPLN). Des associations se sont également attelées à la tâche, comme l'Union nationale des associations de langues (UNAL), l'Union des écrivains sénégalais en langues nationales (UESLAN) ou la Coordination nationale des opérateurs en alphabétisation du Sénégal (CNOAS).

### Wolof
Le wolof, l'une des six langues nationales du Sénégal, est très répandu et est largement utilisé dans les activités quotidiennes. C'est la langue véhiculaire et elle est en situation d'expansion au détriment des autres langues nationales. Le wolof est de loin la langue la plus parlée par la population : 93,2 % le déclarant comme première langue parlée en 2022 (88 % en 1988).

## Place du français dans le Sénégal contemporain

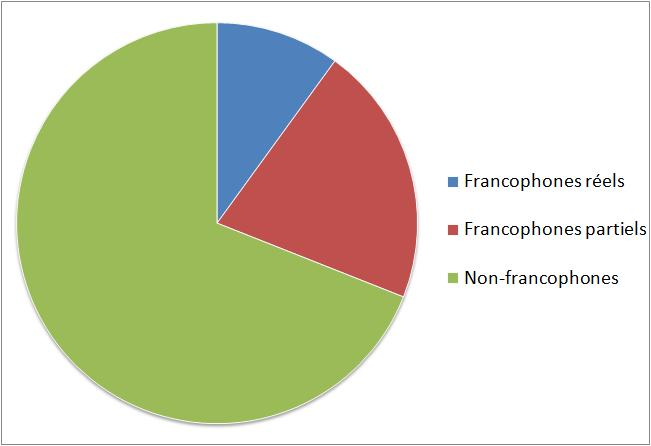
Connaissance de la langue française au Sénégal en 2005 selon l'OIF

Le français est parlé par 37 % des Sénégalais en 2013. En 2002, 9 % des Sénégalais le parlaient couramment, essentiellement à titre de deuxième langue (celle-ci restant une langue étrangère) et n'était la langue maternelle que d'une infime partie ne constituant que 0,6 % de la population du pays. Fin 2013, 19 661 Français étaient inscrits dans les registres consulaires (y compris les binationaux). La grande majorité vit à Dakar.
On peut se demander pourquoi le Sénégal compte un si haut taux d'analphabètes en langue française. Il faut se rappeler que 55 % des jeunes Sénégalais vivent dans les régions rurales et que très peu d'entre eux fréquentent l'école, les enfants étant considérés comme des bras supplémentaires pour le travail dans les champs. C'est ce qui pourrait expliquer que nombre de jeunes ne parlent pas le français. Par ailleurs, 66 % des Sénégalais vivant en milieu rural ne savent ni lire ni écrire aucune langue.
En 2010, 1 618 000 élèves étaient scolarisés en français dans le primaire, 558 000 dans le secondaire, 105 000 dans le supérieur. 64 700 élèves (soit 4,0 %) bénéficient en primaire d'un enseignement bilingue dont l'une des langues est le français. La majorité des Sénégalais parle le français à différents degrés. Avec le wolof, le français est l'une des langues véhiculaires au Sénégal.
Entre les recensements de 1988 et 2002, on constate que le français est en train de devenir progressivement la principale langue dans les villes où domine une langue nationale autre que le wolof.
Le Sénégal est membre de l'Assemblée parlementaire de la francophonie depuis 1967 et est membre fondateur de l'Organisation internationale de la francophonie dès 1970.

## Alphabétisation
Les résultats du recensement du pays de 2013 révèlent que près d’un Sénégalais sur deux (45 %) âgé d’au moins dix ans sait lire et écrire dans une langue quelconque (54 % chez les hommes et 38 % chez les femmes), soit 4 millions d'individus. Les jeunes sont de plus en plus alphabétisés : le taux d’alphabétisation progresse avec la jeunesse et atteint un maximum de 61 % entre 15 et 19 ans. Inégalement repartis selon le sexe, l’âge et le milieu de résidence, la grande majorité des analphabètes est constituée de femmes (59 %) et de ruraux (63 %). Le taux d’alphabétisation est plus élevé en milieu urbain où on enregistre 58 % contre 34 % en milieu rural ; les régions de Ziguinchor (62,3 %) et de Dakar (61,9 %) disposant des meilleurs taux d’alphabétisation.
Avec 37 % d’alphabétisés, le français reste la langue d’alphabétisation dominante et en forte progression (29 % en 2002), suivi de l’arabe, langue de la religion musulmane, avec 11 %, et loin derrière le wolof avec 2,0 %. La région de Kaffrine étant la seule ayant une langue devant le français, nommément l'arabe, avec 25 % contre 15 %.

## Langues nationales
Concernant les langues nationales, – c'est-à-dire reconnues parce que codifiées –, la politique gouvernementale s'est mise en place par étapes successives, après des études approfondies ayant porté sur 28 langues.
On peut donc distinguer trois statuts linguistiques :
- Le premier groupe est celui des 6 langues reconnues en 2001 : wolof, pulaar ou peul, sérère, mandingue, soninké et diola. Elles sont considérées comme suffisamment outillées pour pouvoir être introduites à l’école, même si des travaux complémentaires et l’édition de manuels scolaires appropriés seront nécessaires. Ces langues ont des orthographes officielles.
- Le deuxième comprend de nouvelles langues, également promues au rang de langues nationales car codifiées dans l'intervalle. Ce sont le hassaniyya, le balante, le mancagne, le noon, le manjaque, l’onyan, le saafi. Pour celles-ci, l’introduction à l’école n’est pas envisageable pour le moment. Des recherches complémentaires devront encore être menées. Ces langues ont des orthographes officielles.
- Le troisième inclut les autres langues de l'étude : baïnouk, badiaranké, ndut, jalonké, bédik, bambara, coniagui, bassari, léhar, palor, bayotte, papel, malinké, khassonké, jaxanke et ramme. Pour celles-ci, il faudra en passer d’abord par un programme spécifique de description, de codification et d’outillage. Mais certaines, telles que le saafi, viennent déjà d'accéder à leur tour au statut de langue nationale, qui pourrait être octroyé à une vingtaine de langues au total.

« Lancé par l’Organisation internationale de la francophonie (OIF) en 2012, un programme appelé ELAN-Afrique a pour but d’améliorer la qualité de l’enseignement du français mais aussi des langues africaines à l’école primaire dans huit pays d’Afrique subsaharienne : le Bénin, le Congo, le Burkina Faso, le Burundi, le Cameroun, Mali, le Niger, la RDC et le Sénégal. » (Emmanuelle Raybaut, 2014).
Depuis le 9 décembre 2014, les propos des parlementaires sénégalais sont traduits en simultané grâce à un système d'interprétation dans les six langues nationales (peul, sérère, wolof, diola, mandingue et soninké) en plus du français, permettant à la majorité des députés de s'exprimer dans leur langue maternelle.

## Langues rares
D'autres langues, non concernées par l'étude, ont pourtant des locuteurs dans le pays, par exemple le mlomp, le karone, le kwatay ou encore le cobiana, une langue en danger selon les critères de l'UNESCO.

## Médias
Le français est grandement présent sur les chaînes de télévision et occupe presque totalement l’espace des médias écrits du Sénégal.
Le wolof est très poussé en radio au Sénégal, mais il ne l’est ni à la télévision (bien qu'il soit présent sur certaines chaînes), ni dans la presse écrite. Il n'existe pas de presse écrite en wolof : « Le Sénégal développera peut-être une presse en wolof dans le futur, mais c’est incertain. » (Richard Marcoux, 2012).

## Dakar

### Situation linguistique actuelle de Dakar
Aujourd’hui, Dakar est devenu un véritable carrefour interethnique et interlinguistique. Le wolof et le français sont les deux langues les plus usitées pour communiquer dans diverses situations. La langue française est actuellement employée de plus en plus en dehors du domaine de l’enseignement, notamment dans l’administration, mais également dans le monde de la justice. La langue est également largement diffusée par les médias. Quant au wolof, il est la langue la plus largement utilisée pour communiquer, et ce même dans des situations familières ou familiales parmi des personnes de langues maternelles différentes. Le wolof a donc tendance à évincer les autres langues africaines présentes au sein du Sénégal, mais aussi celles venues d’autres pays africains, ou de pays européens (comme l’anglais, assez présent dans le secteur du commerce).
Ainsi, selon l’enquête menée par Dreyfus et Julliard  à Dakar et à Ziguinchor, il a été rapporté que le wolof et le français étaient utilisés en alternance dans des conversations entre enfants et parents et entre frères et sœurs, et cela peu importe leur ethnie. Les parents, eux, communiquent surtout entre eux en wolof. Il est important de noter que la langue française est rarement utilisée seule. De ces quelques descriptions faites ci-dessus, nous pouvons postuler que le français est plus volontiers employé par les générations plus jeunes, et que les générations plus anciennes se tournent plus vers leur langue maternelle qui est naturellement moins transmise à leurs enfants. En outre, si les parents n’ont pas la même langue maternelle, celles-ci seront d’autant moins transmises à leurs enfants, et ce sera le wolof qui sera privilégié. Nous pouvons imaginer qu’une utilisation de la langue française exclusive sera réservée à l’élite intellectuelle de la population sénégalaise. Les deux chercheuses ont également décrit les langues employées par les différentes ethnies présentes sur le territoire de Dakar. Une grande majorité des personnes issue de l’ethnie wolof se disent bilingues wolof-français. Un peu plus de la moitié des sujets toucouleur et la plupart des sujets d’origine peule interrogés citent le français comme deuxième langue, mais c’est encore plus probant parmi les jeunes sérères. Dreyfus et Juillard expliquent cette prédominance de la langue française parmi les enfants sérères par la christianisation de l’ethnie, à l’instar des autres ethnies qui ont été islamisées. En outre, toujours selon les deux chercheuses Dreyfus et Juillard :
« L’hypothèse la plus couramment admise sur le changement linguistique amené par l’urbanisation et l’immigration, est que les différents flux migratoires produisent un brassage de populations où les langues, les cultures et les identités ethniques se diluent au profit d’une langue, d’une culture et d’une identité urbaines. Identité qu’il faudrait définir et caractériser, et qui serait plus décelable chez les générations nées à Dakar […]. Ainsi, l’insertion urbaine s’accompagnerait d’un abandon des langues d’origine au profit d’un ou de plusieurs véhiculaires urbains […].  En même temps, la modification des fonctions des langues, le passage du statut de langue vernaculaire au statut de la langue véhiculaire ou inversement, s’accompagnerait de la modification de la forme des langues. »
De nombreuses personnes de langue maternelle diola, sérère ou autre, ont fait le choix de migrer vers la capitale et ont dû s’adapter aux conditions sociolinguistiques qui y règnent. Cela a donc eu pour conséquence la perte, ou du moins la réduction de l’utilisation de leur langue maternelle, au profit de l’emploi du wolof ainsi que de la langue française dans des situations communicationnelles interethniques.
Il existe un jeu d’alternance entre wolof et langue française très présent dans la capitale sénégalaise, « langues d’intégration urbaines » comme le soulignent Dreyfus et Juillard. En raison du brassage multiculturel des zones urbaines, ce phénomène est surtout perceptible dans les nouvelles générations, c’est-à-dire parmi les enfants qui ont suivi une scolarité en français et dont les parents leur ont transmis leur langue maternelle, le wolof, ou au contraire, qui s’en sont remis à l’emploi du wolof car les deux parents ne possédaient pas la même langue maternelle. Le français va donc entrer dans les domaines jadis réservés aux langues africaines et vice-versa. Selon Daff, c’est le cas dans l’administration ou dans des cadres institutionnels, où seule la langue officielle devrait être exercée. Ce jeu d’alternance n’est pas seulement réservé aux personnes ayant bénéficié d’une scolarisation en français. Ce discours mixte peut avoir lieu dans des conversations familiales, mais également lors de transactions commerciales, par exemple. Ainsi, l’utilisation exclusive du français est très rare et réservée à des cas exceptionnels, comme un discours politique à l’image de ceux de Senghor, par exemple. Le bilinguisme des jeunes Sénégalais de la capitale traduirait donc une double appartenance : d’une part, une identification aux valeurs africaines, par le wolof, et une volonté de s’ouvrir au monde et d’afficher leur appartenance à la Francophonie, d’autre part. Ce choix peut refléter l’idéologie de Senghor, bien que le français utilisé dans ce discours mixte soit de plus en plus éloigné du français standard. Comme l’indique Pierre Dumont dans son ouvrage Sociolinguistique de l’Afrique francophone, le continent africain présente des réalités qui sont très éloignées des réalités françaises ou qui n’existent pas dans la société occidentale.

### Wolof
Le wolof, l'une des six langues nationales du Sénégal, est très répandu à Dakar et est largement utilisé dans les activités quotidiennes. C'est la langue véhiculaire de la ville et elle est en situation d'expansion au détriment des autres langues nationales. Le wolof est de loin la langue la plus parlée par la population : 90,2 % le déclarant comme première langue parlée en 2002 (88 % en 1988).

### Français
Le français est la langue officielle et la langue unique de scolarisation du système public. En 2014, 50,0 % des habitants de Dakar de 15 ans et plus savent lire et écrire le français tandis que 49,4 % le parlent et le comprennent. Le français est la deuxième langue la plus parlée à Dakar avec 23 % le déclarant comme deuxième langue la plus couramment parlée (le wolof étant la langue première pour 90,2 % des Dakarois). Entre 1988 et 2002, le français progresse nettement comme deuxième langue la plus couramment parlée.
Selon le recensement du pays de 2013, 57 % des habitants de la région de Dakar sont alphabétisés en français, contre 10 % en arabe et 3 % en wolof.

### Peul ou pulaar
Le peul était en 1988 la deuxième langue la plus parlée à Dakar devant le français avec 24,3 % le déclarant comme deuxième langue la plus couramment parlée (le Wolof étant la langue première pour 88 % des Dakarois), mais en 2002 il est passé à 15,4 % derrière le français (23 %).

### Anglais
L'anglais, simple langue étrangère récemment enseignée, ne remplit pas de rôle social particulier, mais des mouvements d'opinion se sont exprimés dans la presse pour demander son accès au rang de langue officielle afin d'être de plain-pied dans la mondialisation.
Depuis les années 1990, l'usage de l'anglais est popularisé par le chanteur Youssou N'dour, qui chante en wolof, en anglais, et en français.

## Région de Saint-Louis
Le taux d'alphabétisation de la population âgée de 10 ans et plus de la région de Saint-Louis était de 41 % en 2013 selon le recensement du pays.

### Wolof
Le wolof est parlé par 86 % de la population de la région de Saint-Louis en 2022, ce qui est inférieur à la moyenne nationale de 92 %, mais il est toutefois en progression.

### Français
Le français est plus couramment parlé dans la région de Saint-Louis qu'à Dakar ainsi que par rapport à la moyenne nationale.
Selon le recensement du pays de 2013, 35 % des habitants de la région de Saint-Louis sont alphabétisés en français, contre 8 % en arabe et 1 % en wolof.